# Joe Arpaio
Joseph Michael "Joe" Arpaio, né le 14 juin 1932 à Springfield (Massachusetts) est un ancien shérif du comté de Maricopa, en Arizona.
Il se surnomme lui-même «le shérif le plus coriace d’Amérique» ou «le shérif le plus dur d'Amérique».  

## Biographie
Né à Springfield (Massachusetts) en 1932, fils d'immigrés italiens, il commence sa carrière dans l’armée américaine et décide de travailler pendant 25 ans en tant qu'agent du Bureau fédéral des narcotiques (Drug Enforcement Administration) jusqu'en 1992. Il est ensuite élu shérif du comté de Maricopa, en Arizona, un comté de plus de 3 millions d'habitants incluant la ville de Phoenix.
Avec le système américain qui demande l'élection d'un shérif tous les quatre ans, Joe Arpaio a été réélu sans interruption depuis 1992 jusqu'en 2016 où il est finalement battu aux élections.
Joe Arpaio a été accusé d'abus de pouvoir, de détournement de fonds; de ne pas effectuer d'enquête sur les crimes sexuels; de résoudre les affaires de manière inappropriée; d'application illégale des lois sur l'immigration; et de violation des lois électorales. Un contrôleur du tribunal fédéral a été nommé pour inspecter les pratiques du shérif à cause des accusations de profilage racial. Le département de la justice en a conclu que Joe Arpaio supervisait le pire comportement de profilage racial dans l'histoire des Etats-Unis, et a engagé à son encontre une procédure judiciaire pour pratiques policières discriminatoires.
Au cours de sa carrière, Joe Arpaio a été assigné dans plusieurs procédures relatives aux droits civiques.
Dans une affaire, après plus d'une décennie de procès, une cour fédérale a décidé d'une injonction à son encontre l'interdisant de procéder à de nouveaux "rassemblement d'immigrés". Une cour fédérale a subséquemment découvert que, malgré cette injonction, Joe Arpaio avait continué à détenir des personnes pour des enquêtes sans qu'il existe des indices permettant de croire qu'un délit avait été commis.
En juillet 2017, il a été condamné pour atteinte à l'autorité de la justice, un délit pour lequel il a été pardonné par le président Donald Trump, le 25 août 2017. Dans un autre litige relatif au profilage racial, Arpaio et ses subordonnés ont été jugés coupables d'avoir injustement visé les personnes de la communauté hispanique et latino-américaine dans les contrôles routiers.
En novembre 2016, Joe Arpaio perd les élections face au démocrate Paul Penzone. Il quitte ses fonctions de shérif le 1er janvier 2017.
Le 9 janvier 2018, il annonce sur Twitter son intention de se présenter lors des élections de mi-mandat au poste de sénateur de l'Arizona qui sera laissé vacant par Jeff Flake.

## Mesures
Depuis son élection en 1992, le shérif est devenu célèbre grâce aux mesures drastiques qu'il a entreprises, comme :
- Le port obligatoire de caleçons et tee-shirt roses en prison, en réponse à un trafic qui se produisait avec les anciens caleçons noirs.

- Le port obligatoire d'un pantalon à rayures noires et blanches pour les prisonniers (Comme dans les années 1950 aux États-Unis.)

- Arpaio décide de supprimer tous les « luxes » de ses prisons comme le café, ou la télévision. Les seules chaînes autorisées sont la chaîne politique locale, la chaîne météo et Disney Channel.

Quand on lui a demandé pourquoi la chaîne météo, il répond « pour que ces abrutis sachent quelle température il va faire quand ils travailleront sur les routes avec des chaînes aux pieds ».
- Dans le milieu des années 1990 les prisons deviennent surchargées, et il est impératif de construire un nouveau complexe. Il est alors proposé une prison de 40 millions de dollars. Le shérif refuse de faire payer une telle somme au contribuable et crée une prison faite de tentes entourées de barbelés au milieu du désert qui ne coûtera que 100 000 dollars[5].

Aux critiques adressées à ces prisons-tentes, jugées inhumaines, le shérif rétorque : « Quand je me promène dans la cour, les détenus viennent me voir, je leur demande de parler franchement de leur séjour. La plupart disent qu’ils préfèrent les tentes à la prison en dur. Sans doute le bon air et la lumière naturelle du soleil. Ce dont ils se plaignent le plus, c’est de la nourriture. Alors, je leur sors mon discours préféré : « Eh bien, si ça ne vous plaît pas, ne revenez pas. Et arrêtez de vous plaindre. Nos soldats, hommes et femmes, qui se battent pour vous en Irak et en Afghanistan vivent dans des tentes où les températures sont plus élevées qu’ici… alors, fermez-la ». » 
- Il a fait interdire toutes revues pornographiques ou érotiques.

- Il a fait confisquer le matériel de musculation, et déclare : « Ils sont en prison pour payer leur dette à la société, et non pas pour se muscler pour pouvoir aller dès leur sortie agresser des innocents ».

- Alors que nourrir un détenu coûte en moyenne 8 dollars par jour aux États-Unis le shérif s’en sort pour 60 cents par jour. En 15 ans passés à la tête du comté de Maricopa, Joe Arpaio a réduit les frais carcéraux de 500 000 dollars par an.

- Le soir, la télévision diffuse un programme une sorte de « Bonne nuit les petits » où le shérif apparaît pour retransmettre son « programme éducatif ».

- Arpaio décide de remettre en place les chaînes de forçats (pratique arrêtée dans les années 1950 par tous les États d'Amérique). De plus, il décide de mettre en place ces chaines pour les femmes également et déclare : « Pour les femmes je n’ai rien rétabli du tout puisque je suis le premier dans l’histoire de l’humanité à les enchaîner. Exactement comme si c’était des hommes. Et vous savez pourquoi ? Par pur souci d’égalité. »[5]

- Il décide de faire élever un immense mirador au sommet duquel clignotent de gros néons roses qui annoncent « Places disponibles ».

## Critiques
Au cours de la dernière décennie, des centaines de procédures concernant aussi bien des décès suspects dans les prisons d’Arpaio que des arrestations illégales, ont été lancées contre le bureau du shérif. Résultat, au lieu d’économiser de l’argent grâce à l’austérité imposée à Tent City, le comté de Maricopa a été contraint de débourser plus de 50 millions de dollars pour se défendre contre les accusations émises par les victimes du shérif - parmi lesquelles près de 1 million de dollars versés à un des superviseurs du comté qui avait été illégalement visé par l’unité anti-corruption d’Arpaio.
En janvier 1999, l’État a dû verser 8,5 millions de dollars à la famille de Scott Norberg, mort par suffocation en 1996 quand les gardiens étaient en train de l'attacher à un fauteuil spécial équipé de sangles, utilisé dans les prisons pour maîtriser les détenus qui protestent.
Également en 1997 Timothy Griffin après avoir passé quelques jours en prison pour conduite sans permis, s'est plaint de douleurs horribles. Il est d'abord ignoré par les gardiens, qui finissent par l'emmener d'urgence à l'hôpital où ils découvrent qu'il a un ulcère perforé. Griffin restera handicapé à vie.
Encore durant l'année 1997, Richard Post, paraplégique, qui ne passa qu'une nuit en prison, réclama bruyamment qu’un infirmier s’occupe de lui. Il fut arraché de son fauteuil et sanglé brutalement sur la chaise de la prison, après cela il deviendra tétraplégique.

## Controverse
Quand Arpaio a été accusé de se livrer à un profilage racial systématique en Arizona, il a déclaré la guerre au président Barack Obama : il l’a accusé de dénaturer la loi fédérale sur l’immigration afin de s’assurer le vote des Latinos. Arpaio refusa de tenir compte de la décision du président de suspendre temporairement l’emprisonnement et l’expulsion des immigrants illégaux arrivés aux États-Unis alors qu’ils étaient enfants.
Arpaio fut visé par une procédure du ministère de la Justice pour une série de violations des droits de l’Homme commises à l’encontre de Latinos - le ciblage et la détention “illégaux et anticonstitutionnels” de personnes en raison de leur “race, couleur ou origine nationale”. Les procureurs fédéraux accusèrent le bureau du shérif du comté de Maricopa d’avoir créé “une culture qui induit des pratiques systématiquement discriminatoires envers les Latinos […]
Arpaio s’est même attiré l’hostilité d’autres services de police. En 2008, le harcèlement et le profilage racial auxquels se livraient ses hommes déclenchèrent des manifestations à Mesa.
En 2012, le ministère de la Justice publia les conclusions d’une enquête menée durant trois ans sur le bureau d’Arpaio, dans lesquelles figure un rapport de 22 pages recensant de nombreux exemples de profilage racial et de violation des droits de l’Homme dont se serait rendu coupable le bureau. Le jour même où le ministère de la Justice publiait son rapport, le ministère de la Sécurité intérieure a retiré à Arpaio le pouvoir de détenir et d’expulser des immigrants illégaux au nom du gouvernement fédéral. Le shérif a juré qu’il continuerait à faire la chasse aux immigrants illégaux en les arrêtant pour des délits aussi mineurs que des infractions au code de la route, puis en les remettant aux autorités fédérales pour qu’elles les expulsent. Il a également qualifié le rapport du ministère de la Justice de « coup politique mitonné » par le gouvernement Obama pour gagner les faveurs des Latinos en vue de l’élection présidentielle.
Joe Arpaio fonda une équipe pour enquêter sur le certificat de naissance de Barack Obama. Le 17 juillet 2012, lors d'une conférence de presse, Arpaio déclara que le certificat de naissance était 100 % faux, alimentant les diverses théories du complot sur la citoyenneté de Barack Obama, notamment celles associées au Tea Party et à l'extrême droite.
Un rapport a montré que son bureau avait négligé d’enquêter sérieusement sur plus de 400 crimes sexuels commis dans le comté de Maricopa entre 2005 et 2007. Les enquêtes bâclées n’ont été mises en lumière que lorsque El Mirage, a rompu le contrat de sécurité qui la liait au bureau du shérif - et découvert que les hommes d’Arpaio avaient laissé derrière eux des piles de dossiers d’affaires non résolues, dont beaucoup des victimes étaient des enfants et des immigrants illégaux.

## Condamnation
Le 31 juillet 2017, Joe Arpaio est jugé coupable d'outrage au tribunal pour avoir enfreint une décision judiciaire de 2011 l'obligeant à faire cesser les patrouilles anti-immigrants qu'il avait mises en place et le profilage racial qui lui était imputé. Il est passible de 6 ans de prison mais ses avocats pensent qu'il y échappera du fait de son âge. La décision judiciaire reste susceptible d'appel et les soutiens d'Arpaio font valoir que son attitude relèverait de la désobéissance civique.

## Intervention de Donald Trump en sa faveur

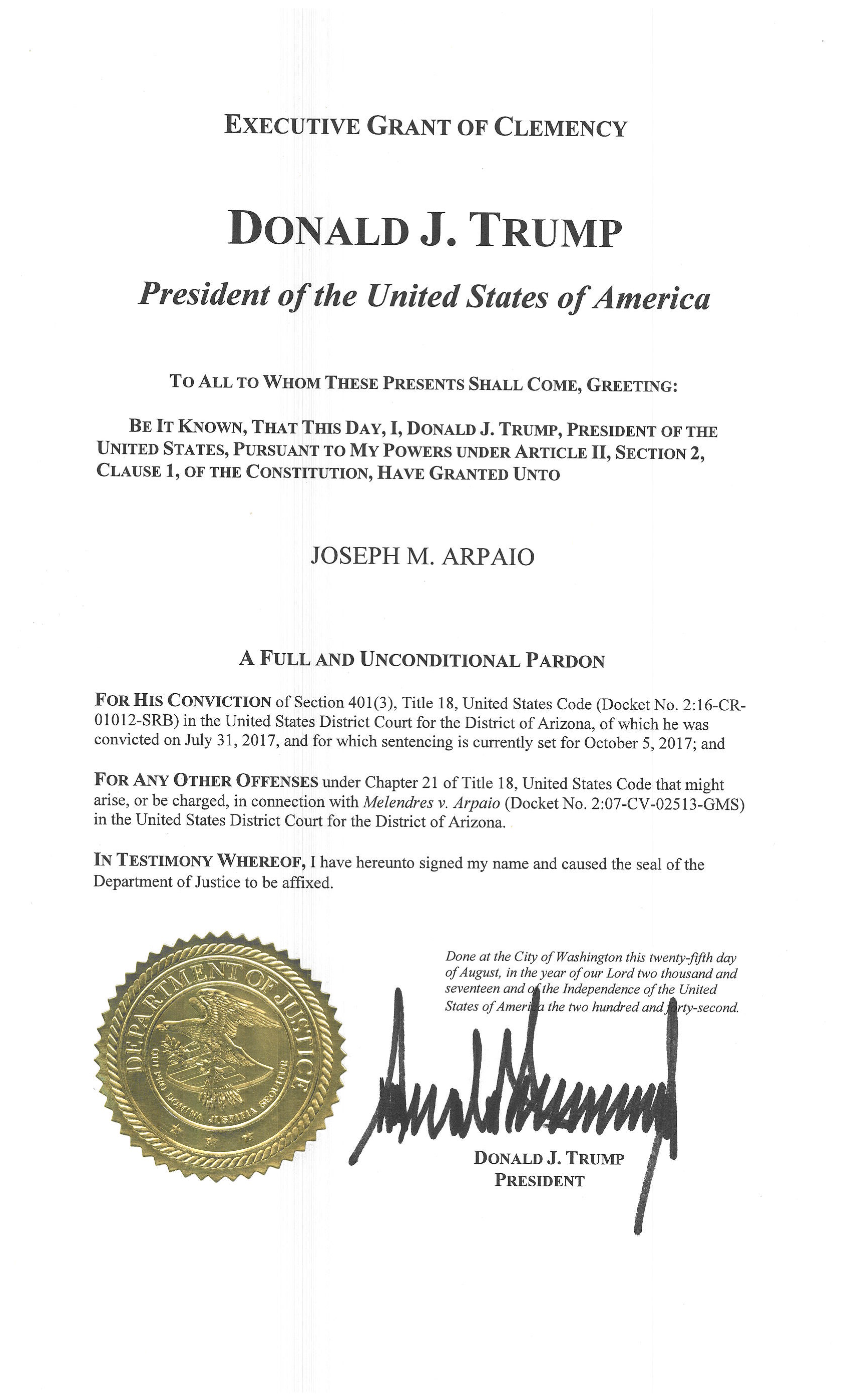
Acte de grâce présidentielle

À l'été 2015, lors de la campagne de Donald Trump pour les primaires présidentielles du Parti républicain américain de 2016, il est l'une des premières personnalités à lui manifester son soutien.
Donald Trump, s'inquiétant au printemps dernier de la tournure que prenait l'affaire de ce shérif trop zélé contre les immigrés hispaniques, a demandé à Jeff Sessions "s'il serait possible que le gouvernement classe le dossier pénal contre Arpaio, mais s'est vu répondre que ce serait inapproprié", selon trois personnes ayant eu connaissance de la conversation, indique le Washington Post.
Le 14 août 2017, le président Donald Trump informa la presse qu'il était prêt à envisager sérieusement la grâce de Joe Arpaio. Il déclara: "Je réfléchis sérieusement au pardon de M. Arpaio. Il a fait beaucoup dans la lutte contre l'immigration clandestine. C'est un grand patriote et je déteste voir ce qui lui est arrivé."
Le 25 août 2017 un communiqué de la Maison Blanche signale que le Président a décidé de gracier le shérif en évoquant sa carrière militaire et sa lutte contre le crime et l'immigration illégales. Plusieurs élus de l'Arizona, dont les sénateurs Jeff Flake et John McCain critiquent la décision présidentielle parce que, rendue avant la sentence du tribunal, elle court-circuite le processus judiciaire.
Dans une interview à la revue conservatrice Washington Examine, Arpaio insinue qu'il pourrait être candidat au Sénat contre Jeff Flake.